# Beesel
Beesel ( udtale ?; Limburgsk: Bezel) er en kommune og en by, beliggende i den sydlige provins Limburg i Nederlandene. Kommunens størrelse er på 29,15 km², og indbyggertallet er på 13.354 pr. 1. april 2016. Kommunen grænser op til Peel en Maas, Venlo, Leudal, Roermond og Brüggen (Tyskland).

## Kernerne
Kommunen Beesel består per 1. januar 2010 af følgende landsbyer og distrikter.
- Beesel Bezel 2517 indbyggere
- Reuver De Ruiver 6377 indbyggere
- Offenbeek Óffebek 4950 indbyggere
- Rijkel
- Bussereind
- Witteberg
- Meuleberg Markt
- Mortel

Total antal indbyggere går langsomt nedad
- 2006 - 13.532 (01-01-2006, CBS)
- 2016 - 13.354 (01-04-2016, CBS)

## Local ledelse
|                | Kommunens rådhus står ikke i Beesel men i Reuvel. Kommunalrådet i Beesel består af 15 sæder, der er fordelt som følger: \| Kommunalrådet \| Kommunalrådet \| \| -------------- \| ------------- \| \| Part \| 2014 \| \| VLP \| 6 \| \| CDA \| 4 \| \| Beeselse Lijst \| 3 \| \| PvdA \| 2 \| \| Samlede \| 15 \| |
| Kommunalrådet  | |
| Part           | 2014 |
| VLP            | 6 |
| CDA            | 4 |
| Beeselse Lijst | 3 |
| PvdA           | 2 |
| Samlede        | 15 |

## Galleri
- Ronckenstein
- Vildmark
- Nieuwenbroeck Slot
- Station Reuver
- Kirken i Beesel
- Heilig Hart - kloster i Reuver
- Statue Heilig Hart